# يو إف سي ليلة القتال: هيرمانسون ضد بايفر
يو إف سي ليلة القتال: هيرمانسون ضد بايفر (بالإنجليزية: UFC Fight Night: Hermansson vs. Pyfer)‏ هو حدث لفنون القتال المختلطة نظمته يو إف سي، أُقيم في 10 فبراير 2024، على يو إف سي أبيكس في إنتربرايز، نيفادا، وهي جزء من منطقة لاس فيغاس الحضرية، الولايات المتحدة.